# Harry Richard Landis
Pour les articles homonymes, voir Landis.
Harry Richard Landis né le 12 décembre 1899 et décédé le 4 février 2008 à l'âge de 108 ans, a été l'un des deux derniers anciens combattants survivants américains de la Première Guerre mondiale. Sa dernière résidence était située à Greater Sun Center en Floride, avec des soins infirmiers à domicile, où il prenait soin de son épouse centenaire. 
Harry Richard Landis  est le fils de Jason et d'Alice Landis, il est né à Miller Township, dans le Comté de Marion (Missouri), entre Hannibal et Palmyra, où il a grandi sur la ferme familiale. Il était le septième de huit enfants. 
Il a rejoint l'armée des États-Unis en octobre 1918, mais a servi son temps dans le Missouri même s'il n'a pas terminé la formation de base. 
Au moment de sa mort, Landis a été l'un des deux derniers survivants natif de l'American vétérans de la Première Guerre mondiale. L'autre est Frank Buckles. À signaler qu'un américain d'origine canadienne, John Babcock, qui a servi dans l'Armée canadienne pendant la première guerre mondiale, a également survécu à Landis.